# Clot de la Ginebrosa
El Clot de la Ginebrosa és un clot del terme municipal de Conca de Dalt, a l'antic terme d'Hortoneda de la Conca, al Pallars Jussà, en territori que havia estat de la caseria dels Masos de la Coma.
Es troba just al costat de llevant de la caseria dels Masos de la Coma, al centre de la Coma d'Orient, a l'esquerra del barranc de la Coma d'Orient.